# Jean Lescure (industriel)
Pour les articles homonymes, voir Jean Lescure et Lescure.
Jean Lescure (1843-1924) est un industriel français. À partir de la ferblanterie paternelle, il investit dans l'une des premières presses à emboutir. Cet atelier est à l'origine de SEB, groupe français d'électroménager.